# Piper pavasense
Piper pavasense är en pepparväxtart som beskrevs av William Trelease. Piper pavasense ingår i släktet Piper och familjen pepparväxter. Inga underarter finns listade i Catalogue of Life.